# Plein Air
Cet article possède un paronyme, voir En plein air.
Plein Air est un tableau peint par Ramon Casas en 1890. Il mesure 51 cm de haut sur 66 cm de large. Il est conservé au musée national d'Art de Catalogne à Barcelone. Ramon Casas a obtenu la médaille d'or à l'exposition universelle de Madrid avec cette toile.